# FA Amateur Cup
La FA Amateur Cup è stata una competizione calcistica inglese dedicata alle squadre dilettantistiche. È iniziata nel 1893 e terminata nel 1974 quando la Football Association ha abolito la status di dilettante per le squadre dilettantistiche.

## Storia
Con l'avvento delle squadre professionistiche che dominarono la FA Cup, le squadre dilettantistiche non poterono riuscire a vincere il suddetto torneo. In risposta ciò, lo Sheffield, ha suggerito nel 1892, la creazione di una coppa riservata alle squadre dilettantistiche e aveva anche offerto di pagare per il trofeo stesso. Così, N.L. Jackson dei Corinthian fu nominato presidente della Amateur Cup, e predispose per l'acquisto di un trofeo valutato a £ 30.00, e il primo torneo ebbe luogo durante la stagione 1893-1894. I partecipanti inclusi i 12 club che rappresentano gli ex alunni delle principali scuole pubbliche, e l'Old Carthusians, i vincitori della prima edizione furono gli ex alunni della Charterhouse School, che batterono in finale il Casuals. Gli alunni delle scuole, giocarono fino al 1902 la FA Amateur Cup, fino a quando non venne creata l'Arthur Dunn Cup, un concorso dedicato per tali squadre.
L'Amateur Cup si è conclusa nel 1974, quando la FA ha abolito la distinzione tra squadre professionistiche e dilettantistiche. Le squadre dilettantistiche più forti, entrarono nel FA Trophy, che era stato istituito cinque anni prima per soddisfare quelle squadre fuori dalla English Football League, che erano professionistiche che piuttosto dilettantistiche. Una nuova competizione, la FA Vase, è stata istituita per soddisfare le restanti società dilettantistiche e fu generalmente considerato come una sostituzione diretta della vecchia competizione.

## Struttura
Il primo torneo era composto da ben 81 squadre, con tre turni di qualificazione utilizzate per ridurre il numero fino a 32, per il vero primo turno. Per la stagione seguente, i semifinalisti della precedente stagione parteciparono al vero primo turno insieme ad altri club leader scelti dalla FA, con i numeri composto da squadre progredendo attraverso qualificazioni. Il formato standard rimase fino al 1907, quando fu raddoppiato il numero di partecipanti al primo turno per 64 e il numero di round prima della semifinale aumentato a quattro. Il concorso ha continuato sotto questo formato fino a quando esso è stato interrotto nel 1974.

## Sedi
Le partite di Amateur Cup di solito venivano giocate in uno stadio delle due squadre. Di tanto in tanto, le partite sono state spostate per altri motivi. In caso di pareggio, il replay è stato giocato presso il campo della squadra che originariamente ha giocato fuori casa. Il secondo replay, e qualsiasi altro replay, erano di solito giocati in campo neutro.
Di solito la finale, veniva giocato in uno stadio di una delle due squadre. Dopo la seconda guerra mondiale, il luogo della finale si trasferì allo Wembley Stadium, ed è stato giocato lì ogni anno fino a quando il torneo si è concluso. Nel 1950, durante la finale di FA Amateur Cup, erano presenti 100.000 spettatori, che può essere paragonabile a una finale della FA Cup stessa.

## Vincitori e finalisti
Per un elenco completo dei vincitori della FA Amateur Cup e dei secondi classificati, vedi lista delle finali di FA Amateur Cup.
Quasi tutti i vincitori nel corso degli anni sono stati membri dell'Isthmian League, con sede a Londra o nelle Home counties, o della Northern League, basata sul nord est dell'Inghilterra, la squadra con maggior numero di vittorie in questa competizione è il Bishop Auckland, con 10 vittorie. Successivamente, la coppa fu vinta anche da squadre della Football League, queste squadre sono Middlesbrough, West Hartlepool (che si è fuso per formare l'Hartlepool United), Wimbledon, Wycombe Wanderers e Barnet.
Trentasei diversi club hanno vinto la coppa. I seguenti club hanno vinto il torneo più di una volta:
| Squadra            | Lega                            | Numero di vittorie |
| ------------------ | ------------------------------- | ------------------ |
| Bishop Auckland    | Northern League                 | 10                 |
| Clapton            | nessuna/Isthmian League         | 5                  |
| Crook Town         | Northern League                 | 5                  |
| Dulwich Hamlet     | Isthmian League                 | 4                  |
| Bromley            | Isthmian League/Athenian League | 3                  |
| Hendon             | Isthmian League/Athenian League | 3                  |
| Leytonstone        | Isthmian League                 | 3                  |
| Stockton           | Northern League                 | 3                  |
| Enfield            | Isthmian League                 | 2                  |
| Ilford             | Isthmian League                 | 2                  |
| Leyton             | Athenian League                 | 2                  |
| Middlesbrough      | Northern League                 | 2                  |
| Old Carthusians    | nessuna                         | 2                  |
| Pegasus            | nessuna                         | 2                  |
| Walthamstow Avenue | Isthmian League                 | 2                  |

- A. Clapton non ha giocato in una lega al momento della prima vittoria di Amateur Cup, ma ha giocato nell'Isthmian League al momento delle restanti quattro vittorie.